# Awash-Nationalpark
Der Awash-Nationalpark ist einer der Nationalparks in Äthiopien. Er wurde 1969 gegründet und hat eine Fläche von ca. 756 km².

## Lage
Der Nationalpark befindet sich am südlichen Zipfel der Region Afar, 225 km östlich von Addis Abeba. Die nächstgrößere Stadt ist Awash, welche östlich des Parks liegt. Im Süden grenzt der Nationalpark an den Fluss Awash und den Basaka-See.
Die Straße von Addis Abeba nach Dire Dawa teilt den Park in die südlichen Illala-Saha-Ebene und das nördliche Kidu-Tal. Der Park wird durch den Vulkan Fantale geprägt, der eine Höhe von 2.007 Metern erreicht und damit weit aus der durchschnittlich etwa 900 Meter über dem Meeresspiegel liegenden Landschaft herausragt.

## Klima
Die Temperaturen im Park sind sehr hoch und erreichen am Tag mehr als 40 Grad Celsius. In den Nächten kühlt es auf Temperaturen zwischen 10 und 22 Grad Celsius ab. Die Regenzeit fällt in den Zeitraum von Februar bis August; es fallen durchschnittlich 619 mm Niederschlag.

## Tiere und Pflanzen
Das Landschaftsbild wird von Akazienwald und Grasland geprägt. Im höher gelegenen Kidu-Tal befinden sich von Palmenhainen umgebene heiße Quellen.
Die Tierwelt des Parks spiegelt die über weite Teile des Jahres vorherrschende Trockenheit wider. Zu den hier beheimateten Wildtierarten gehören die Beisa-Antilope, die Sömmerringgazelle, Großer und Kleiner Kudu, Wasserböcke und das Eritrea-Dikdik, Riedböcke und Erdferkel.  In den bergigen Bereichen kann man auch Klippspringer antreffen. Zebras sind vor allem im Westen von Fantale anzutreffen. An Affenarten sind der Anubis- und der Mantelpavian sowie der Schwarz-weiße Stummelaffe zu beobachten. An Beutegreifern kommen Gepard, Serval, Karakal und Leopard vor.
Bisher wurden über 350 Vogelarten im Nationalpark festgestellt, u. a. Strauß, Sekretär, Nördlicher Hornrabe, die Bienenfresser-Art Scharlachspint, die Senegalracke und Lärmvögel.

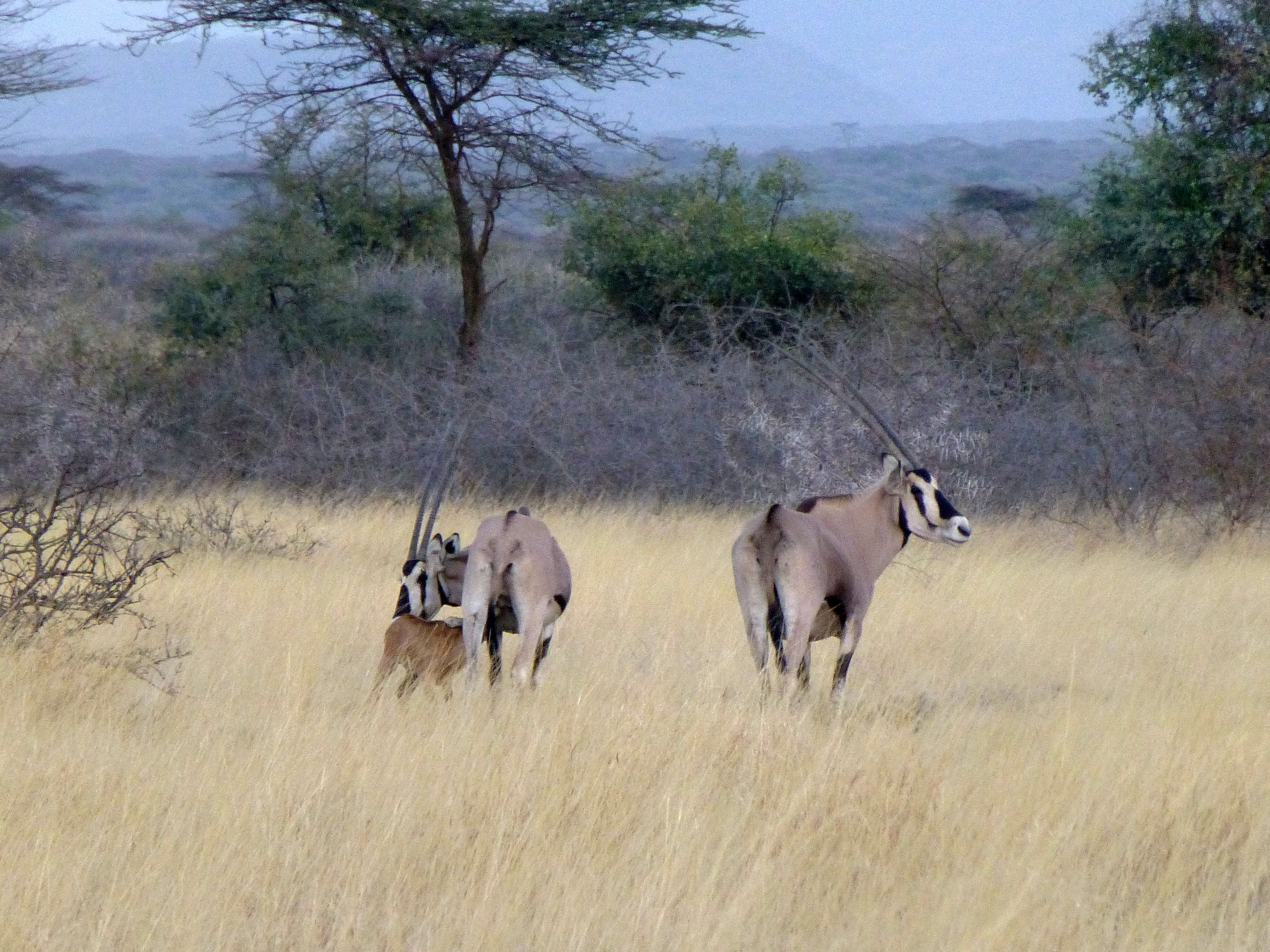
Oryx (Oryx beisa beisa) im Awash-Nationalpark
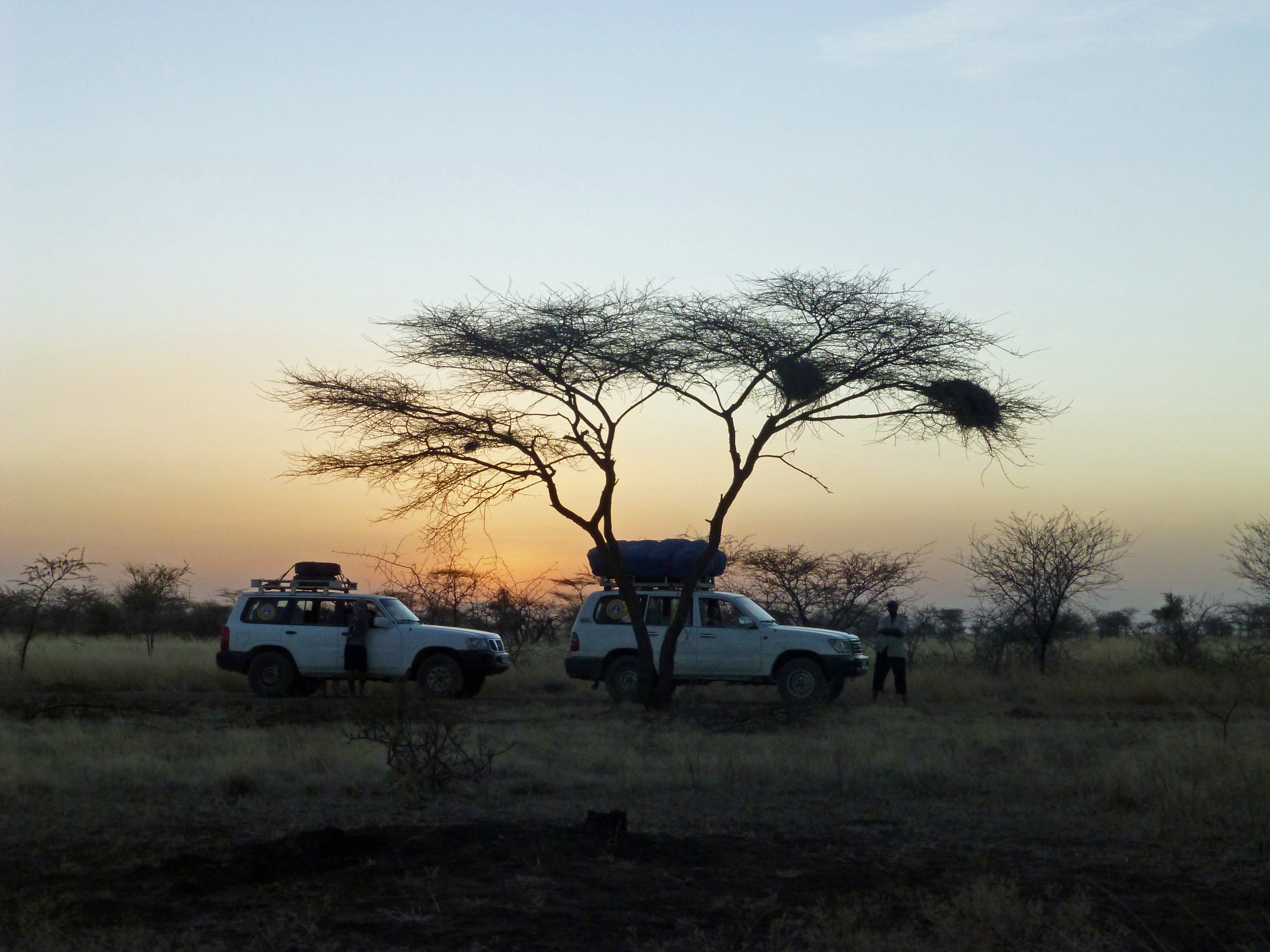
Safari-Fahrzeuge
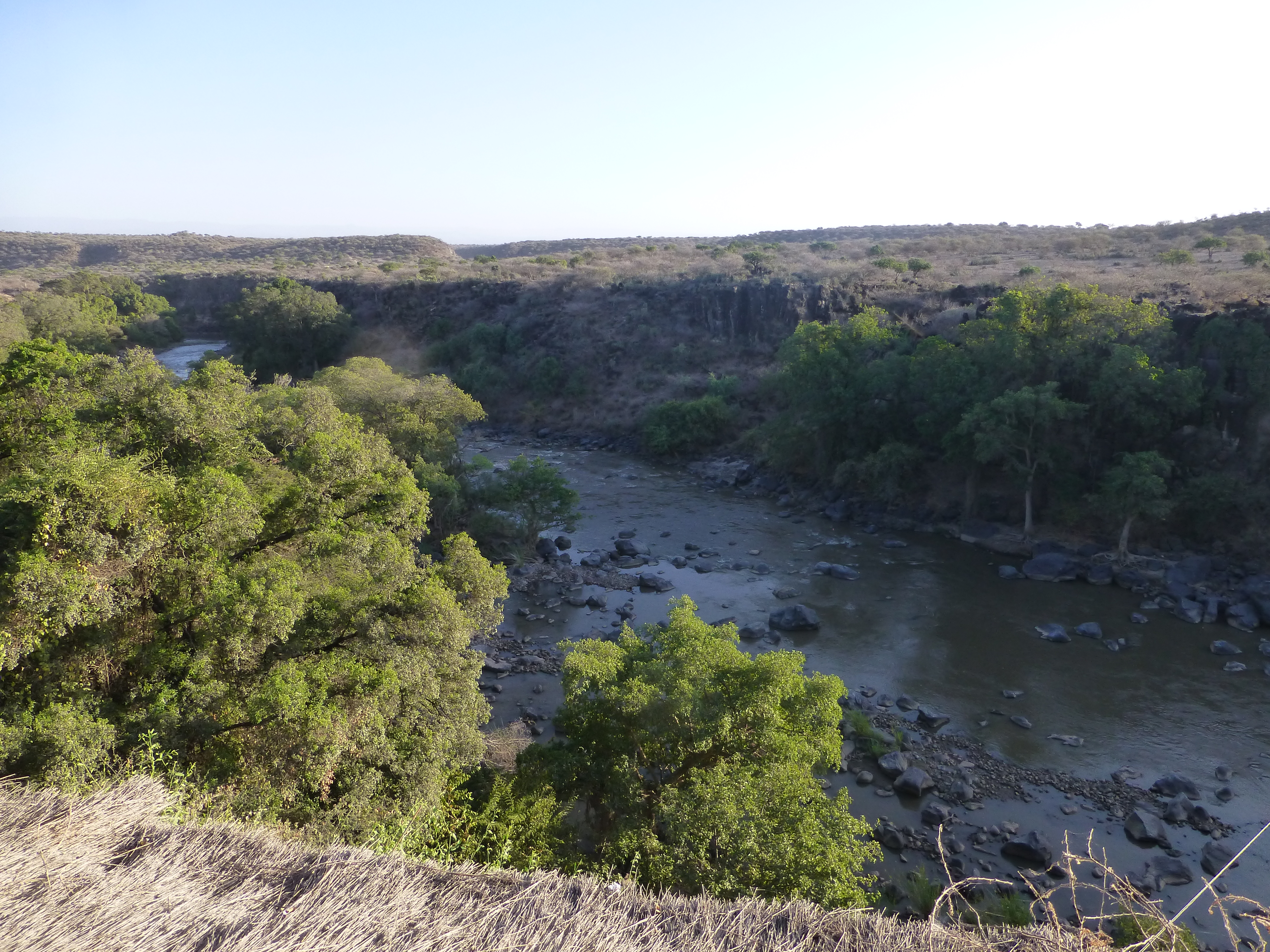
Awash-Fluss
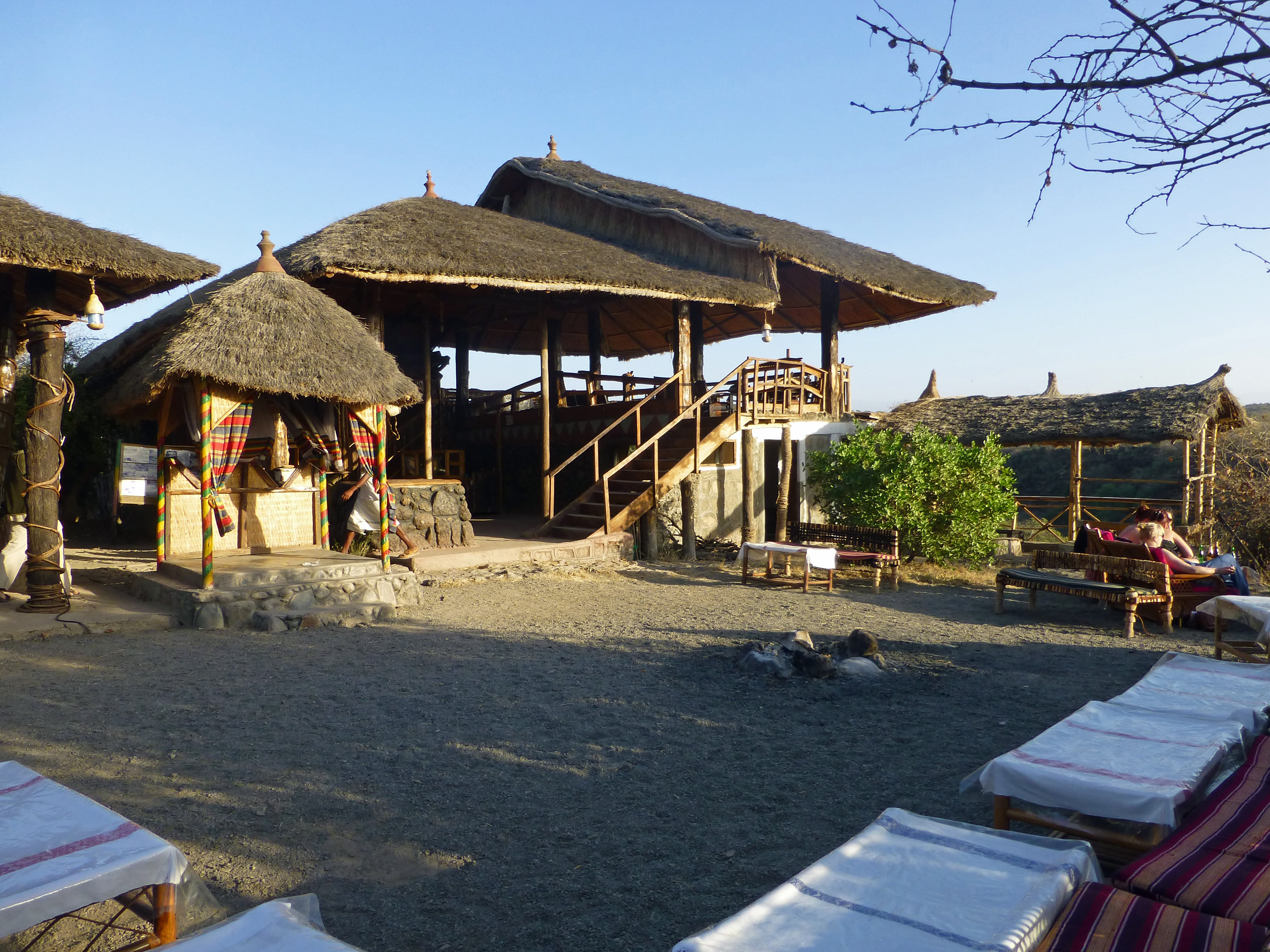
Lodge
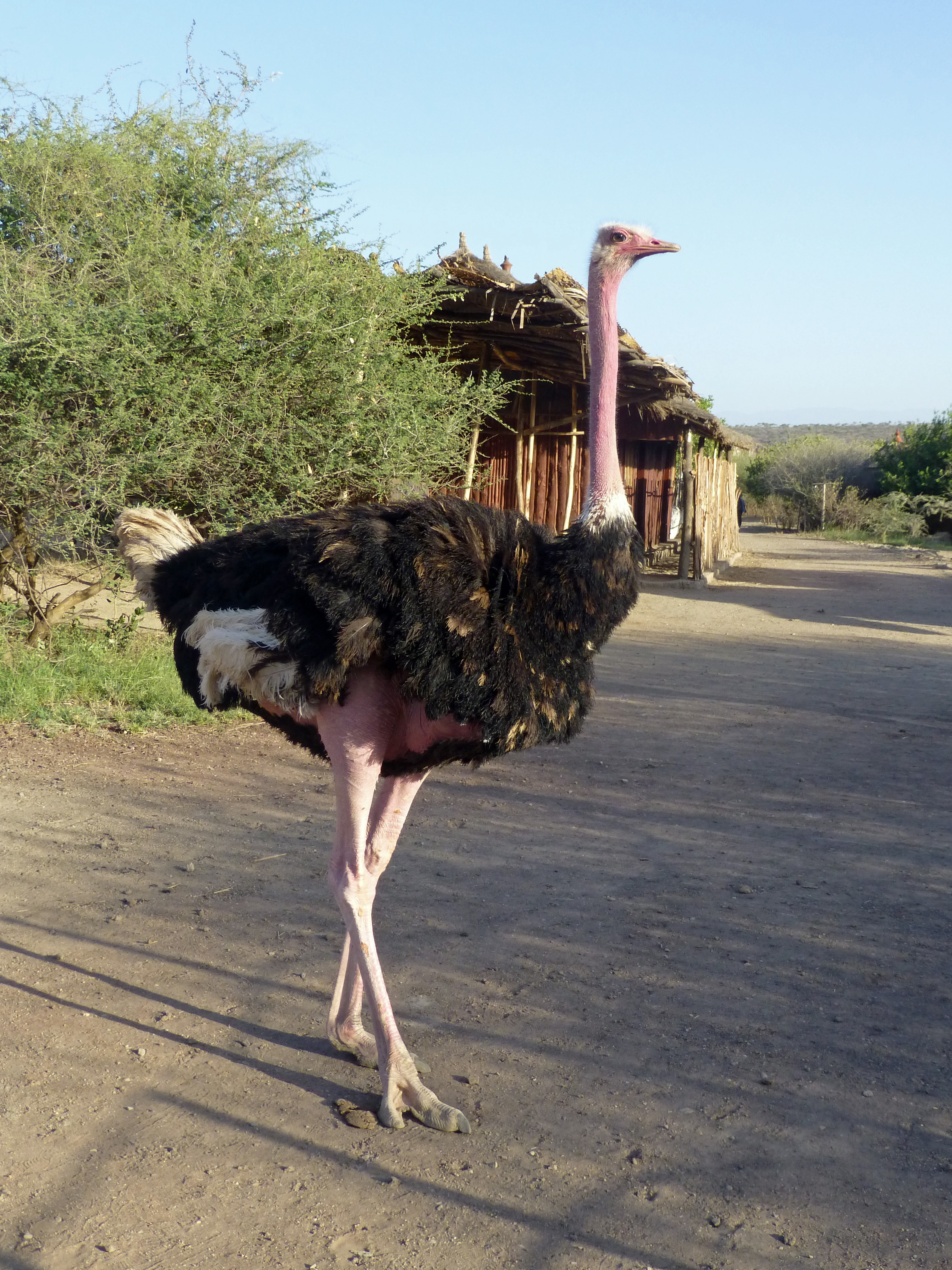
Nordafrikanischer Strauss